# 土岐郵便局
土岐郵便局（ときゆうびんきょく）は岐阜県土岐市にある郵便局。民営化前の分類では集配普通郵便局であった。

## 概要
住所：〒509-5199 岐阜県土岐市土岐津町高山東田140-1

## 沿革
- 1872年8月4日（明治5年7月1日） - 高山（たかやま）郵便取扱所として開設[1]。
- 1875年（明治8年）1月1日 - 高山郵便局（五等）となる。
- 1880年（明治13年）11月 - 為替取扱を開始。
- 1881年（明治14年） - 貯金取扱を開始。
- 19xx年 - 土岐津郵便局に改称。
- 1957年（昭和32年）11月1日 - 電話通話および電報受付事務を除く電気通信業務の取扱を、土岐津電報電話局に移管[2]。
- 1957年（昭和32年）11月5日 - 特定郵便局から普通郵便局に局種別改定[3]。
- 1958年（昭和33年）11月1日 - 土岐郵便局に改称。
- 1961年（昭和36年）3月6日 - 電話通話および和文電報受付業務を廃止。
- 1999年（平成11年） - 外国通貨の両替および旅行小切手の売買に関する業務取扱を開始。
- 2004年（平成16年）10月18日 - 土岐市土岐津町土岐口2155-1から同市土岐津町高山東山140-1に移転[4]。
- 2005年（平成17年）3月22日 - 下石（おろし）郵便局から「509-52xx」区域の集配業務を移管[5]。
- 2006年（平成18年）10月1日 - 妻木（つまぎ）郵便局、駄知（だち）郵便局からそれぞれ「509-53xx」「509-54xx」区域の集配業務を移管[6]。
- 2007年（平成19年）10月1日 - 民営化に伴い、併設された郵便事業土岐支店に一部業務を移管。
- 2012年（平成24年）10月1日 - 日本郵便株式会社発足に伴い、郵便事業土岐支店を土岐郵便局に統合。

## 取扱内容
- 郵便、印紙、ゆうパック、内容証明
- 貯金、為替、振替、振込、国際送金、国債、投資信託
- 生命保険、バイク自賠責保険、自動車保険、変額年金保険
- 地方公共団体事務（土岐市入場券の販売）
- ゆうちょ銀行ATM
- 「509-51xx」「509-52xx」「509-53xx」「509-54xx」区域（土岐市の全域）の集配業務
- ゆうゆう窓口

## 周辺
- 土岐市役所
- 土岐市消防本部・北消防署
- セラトピア土岐
- 土岐川

## アクセス
- JR中央本線 土岐市駅から東へ約1.2km（徒歩約13分）
- 東鉄バス 高山停留所下車
- 中央自動車道 土岐ICから南へ約2km
- 駐車場あり：13台